# George Isaac (politicus)
George Isaac (Arabisch: جورج إسحق) ook geschreven als Issac/Ishak/Ishaq (Port Said, 1938 – Caïro, 9 juni 2023) was een Egyptisch politicus en activist. Hij begon zijn loopbaan in het onderwijs en streefde sinds 2004 naar politieke hervormingen, onder meer door middel van de oprichting van de oppositiebeweging Kefaya (Genoeg) en de organisatie van grote demonstraties tijdens de verkiezingen van 2005. Hij was een van de leidende figuren tijdens de Egyptische Revolutie van 2011.

## Biografie
Isaac studeerde aan de Universiteit van Caïro en slaagde daar in 1964 voor zijn bachelorgraad in geschiedenis. Daarnaast was hij al vanaf jonge leeftijd politiek betrokken en nam hij bijvoorbeeld deel aan het verzet tegen de Britten tijdens de Suezcrisis in 1956. Hij was verder een van de oprichters van de linkse partij Tagammu die hij in 1976 weer verliet vanwege de vele verborgen agenda's van andere leden. Vervolgens werd hij lid van de socialistische arbeiderspartij (Al-Amal Al-Ishtiraki). Ook deze partij verliet hij weer. Zijn loopbaan begon hij als leraar en vervolgens kwam hij aan het hoofd te staan van de bond voor Koptisch-katholieke scholen.
In 2004 was hij samen met Alaa Al Aswani en Abd Al-Halim Qandil oprichter van de oppositiebeweging Kefaya (Genoeg). Dit was een invloedrijke beweging die werd opgericht om verzet te bieden tegen de antidemocratische regeringsstijl van president Moebarak en diens voorbereidingen om opgevolgd te worden door zijn zoon Gamal. Aanvankelijk streef de beweging naar democratie, secularisme en in aanloop van de verkiezingen organiseerde het een aantal grote demonstraties tegen het bewind van Moebarak. Tijdens de verkiezingen verwierf de beweging weinig aanhang en verloor het sterk - weliswaar grotendeels vanwege manipulatie - van het Arabisch nationalisme van Moebarak, maar zelfs ook van het islamisme van zelfstandige leden van de Moslimbroederschap. Na de verkiezingen nam Isaac steeds meer ideologieën over van zijn tegenstanders en in 2006 maakte de beweging een grote ideologische draai, met steun voor de Hezbollah en omarming van het islamisme. Toen de nieuwe leider Abdel Wahab El-Messiri Isaak in de lente van 2007 opvolgde, volgden zelfs kwalificaties als antidemocratisch, anti-westers en antisemitisch.
In 2010 was Isaac medeoprichter van de Nationale Associatie voor Verandering, een losse samenhang van personen en groeperingen die de presidentskandidatuur van Nobelprijs-winnaar Mohammed el-Baradei ondersteunde en streefde naar politieke hervormingen.
Tijdens de Egyptische Revolutie van 2011 was Isaac een van de prominente demonstranten op het Tahrirplein. Na de val van Moebarak, in mei 2011, was Isaac een van de oprichters van de Vrijheid Egypte-partij (Masr al Hurreya), met politicoloog Amr Hamzawy als boegbeeld. Sinds de oprichting in 2012 is hij lid van de Constitutiepartij met El-Baradei als kandidaat.
Isaac overleed op 85-jarige leeftijd.